# Bailly-en-Rivière
Bailly-en-Rivière is een gemeente in het Franse departement Seine-Maritime (regio Normandië) en telt 498 inwoners (1999). De plaats maakt deel uit van het arrondissement Dieppe.

## Geografie
De oppervlakte van Bailly-en-Rivière bedraagt 20,2 km², de bevolkingsdichtheid is 24,7 inwoners per km².
De onderstaande kaart toont de ligging van Bailly-en-Rivière met de belangrijkste infrastructuur en aangrenzende gemeenten.

## Demografie
Onderstaande figuur toont het verloop van het inwonertal (bron: INSEE-tellingen).